# 日光浴

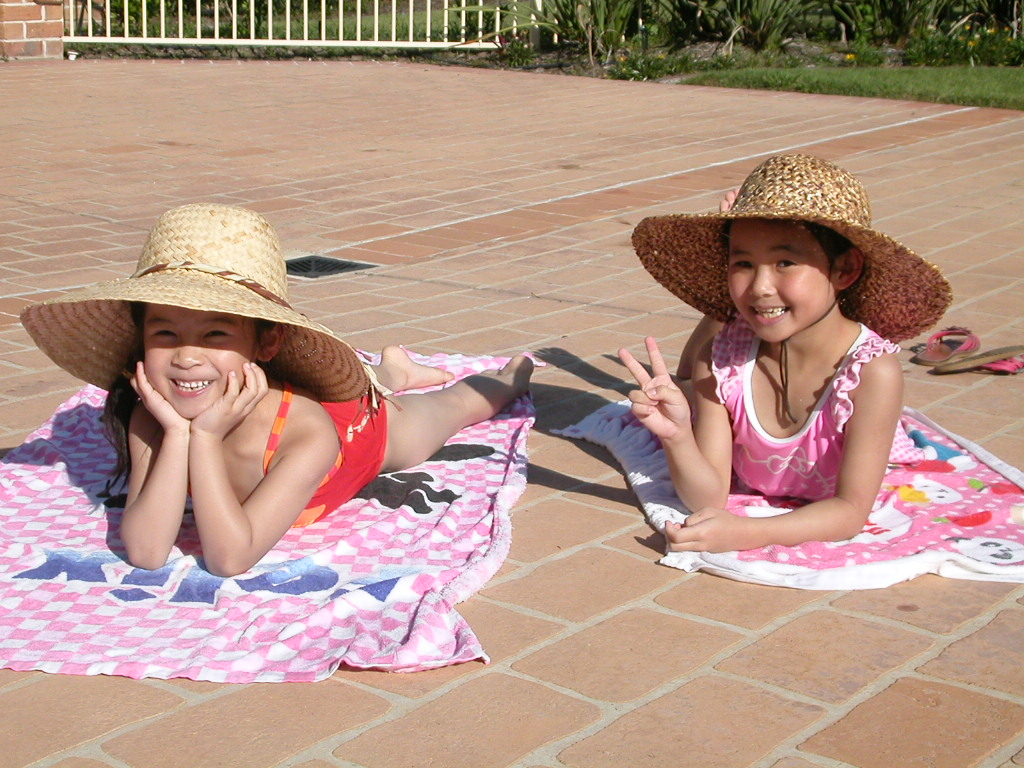
日光浴を愉しむ少女

日光浴（にっこうよく）とは、太陽光を身体に受けることである。以前は、リラックスや肌を焼くためや健康法としての側面が喧伝されたが、近年は、有害性が明らかになってきている。
広い意味で太陽光線を身体に浴びることであるが、穏やかな陽だまりを楽しむ日光浴はひなたぼっこの項に譲る。本項では日焼けを伴うような比較的強い日差しを肌に直接受ける日光浴について記載する。

## 概要

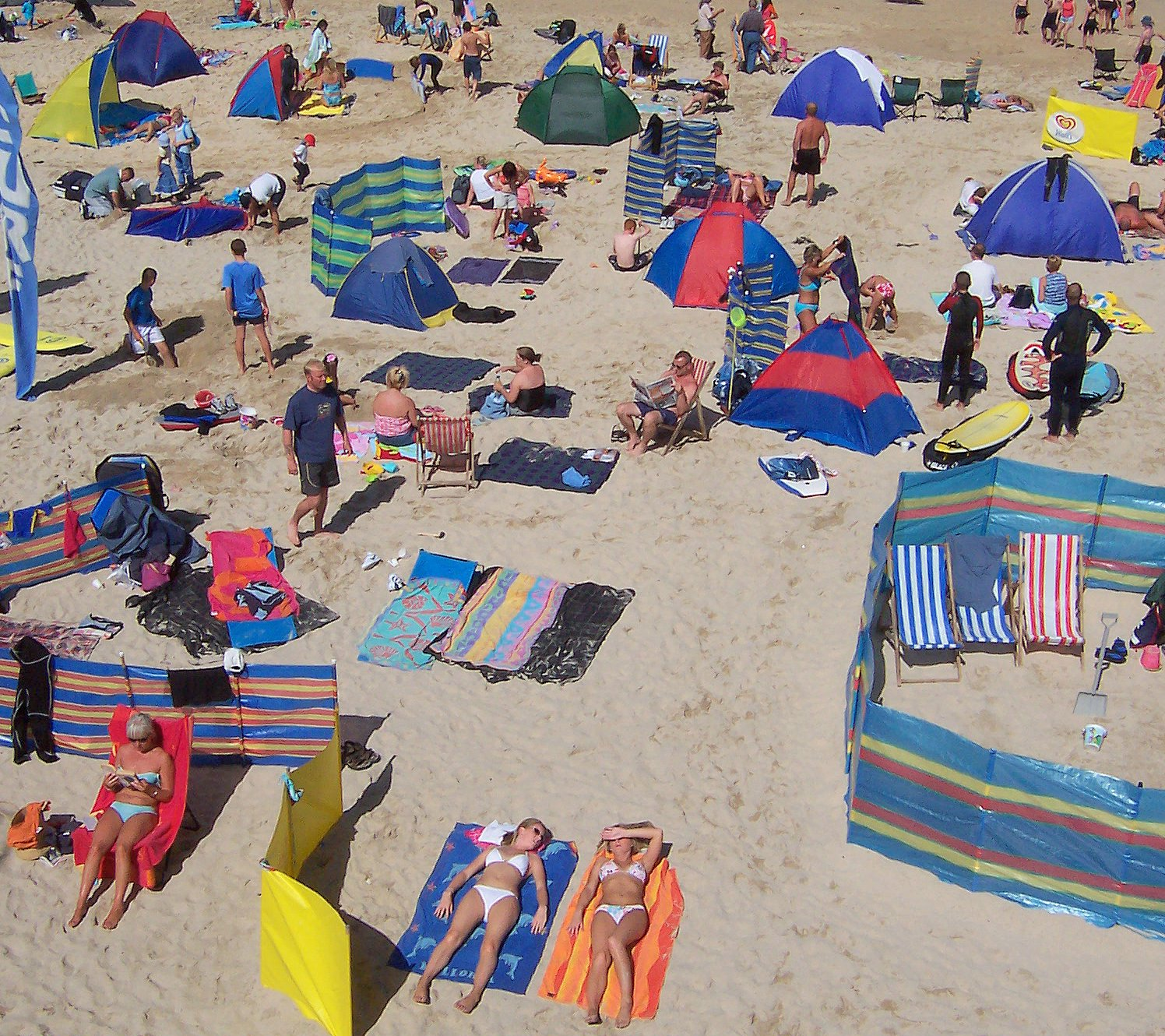
年齢・性別・人種を問わず、日光浴は様々な人に愛好されている

日光浴は、太陽からの光を浴びる行為全般を指すが、上で述べた通り、着衣を着たままの場合では「ひなたぼっこ」などとも呼ばれ、暖を取るためにも行われるが、日光浴では体温を日光の熱放射によってあげることは重要視されず、むしろあまり体温を上げすぎないようにするなどの配慮も行われる。
太陽光を浴びることは植物にとっては光合成の上で重要な意味を持つが、動物の場合でも光線に含まれるエネルギーを使って身体の成長や代謝に必要な物質の合成を行うなどの意味があり、適度な日光浴は健康維持の上で有効である。また精神衛生上も好ましい影響も見られるため、健康法の中にも適度な日光浴を勧めるものも見られる。
反面、過度の日照は体温の過剰な上昇から熱中症（日射病とも）を引き起こし、また日焼けも度を過ぎれば熱傷となり皮膚炎を引き起こすほか、紫外線の過剰照射は皮膚ガンを引き起こし、そこまで行かなくてもシミや皺など肌の加齢に伴う劣化と同様のトラブルを招く。

このため適度な日光浴をするための方法も様々に存在し、中には装置によって発生した紫外線を浴びる擬似的な日光浴も存在する。
特に緯度の高い地域では長い冬の期間という気候条件の関係もあり、北欧などでは極めて積極的に日光浴を行う文化・習慣・風俗も見られる。

## 日光浴の必要性
1. 人体の骨や歯の形成に必要なビタミンDについて、太陽光を浴びることで紫外線がコレステロールを変化させ、およそ必要な分のビタミンDの半分の量をまかなっている（残り半分は食べ物から得られている）。ビタミンDが不足すると骨や歯が弱くなったり疲れやすくなったりする。ヒトにおいては、午前10時から午後3時の日光で、少なくとも週に2回、5分から30分の間、日焼け止めクリームなしで、顔、手足、背中への日光浴で、十分な量のビタミンDが体内で生合成される[2][3] 。
2. 汗をかくことで、新陳代謝や体温調節といった機能を活発にさせる。
3. 日の光が脳の活動を引き起こし、体内時計の調節を行う、調節がうまくいかないと生活のリズムが乱れて慢性的な体調不良を引き起こす。自律神経の失調症などでも、適度な日光浴が勧められており、不眠症治療では戸外活動で定期的に日光浴を勧められる場合もある。

## 日光浴の方法

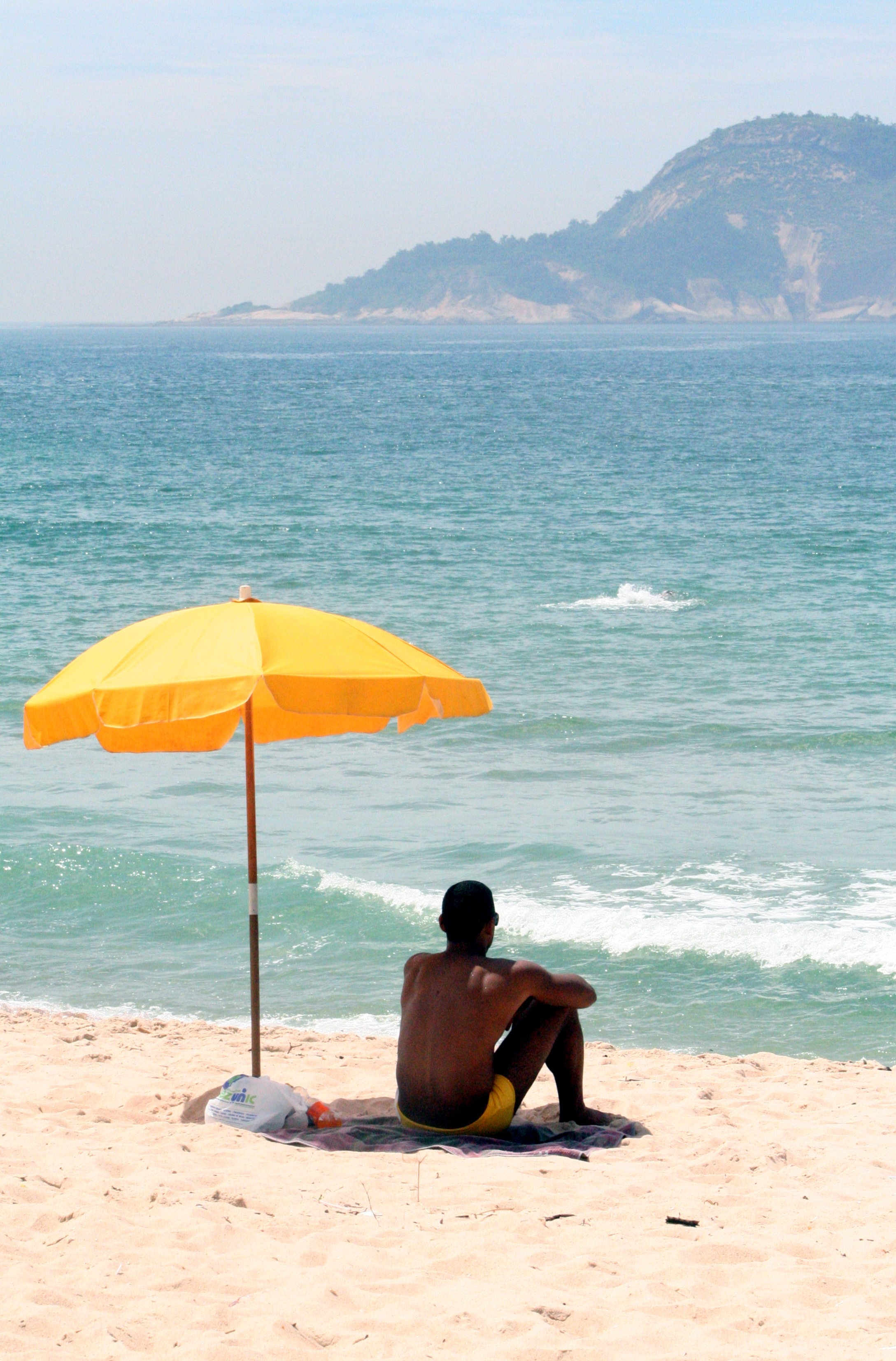
良い日光浴には、遮光による肌の保護も非常に重要である

日光浴では、過度の体温上昇回避の観点から、水遊びや海水浴など一時的に体を冷却できる場所・状況で行われる場合もある。気温が低い環境ではそれほど警戒する必要が無い場合もあるが、湿度が高かったり風が少ない環境では要注意である。
強過ぎる日照は害になることから、ビーチパラソルなどで日陰を作ってその下で休む場合もある。日差しが強い環境では、日陰でも光が反射して体に当たるため、特に乳幼児など抵抗力の弱い者ではそういった環境でも十分な日光浴が可能である。
また紫外線の量を計測する様々な機器も存在し、簡便なものでは腕時計に紫外線量計測機能を持ち、適度な日光浴ができるよう知らせてくれる製品も見られる。
過度の日焼けによる皮膚の負傷を防ぐため、サンオイルを使ったり、日向（ひなた）と日陰を交互に行き来する、数日に分けて日光浴をするなどである、これらの方法によって、肌が徐々に黒色に変化する時間を与え、紫外線から肌を守ることができる。また、目的である日焼けをむらのないきれいなものにすることができる。長い時間、強力な日光を浴びつづけると炎症を起こすだけではなく、せっかく日焼けした皮膚がはがれてしまい、まだら模様になってしまうこともある。
また日差しが強い環境ではシャツを羽織るなどして、多少、日光を遮断することも行われる。この場合はゆったりとした大き目の着衣のほうが内部空気の移動が大きく、体温上昇が防がれる。色の濃い服ほど日光の遮断効果が高く、黒い色は最も日光を遮断する。逆に白い着衣はそれほど日光を遮断しない。

## ヌーディズムに関する日光浴

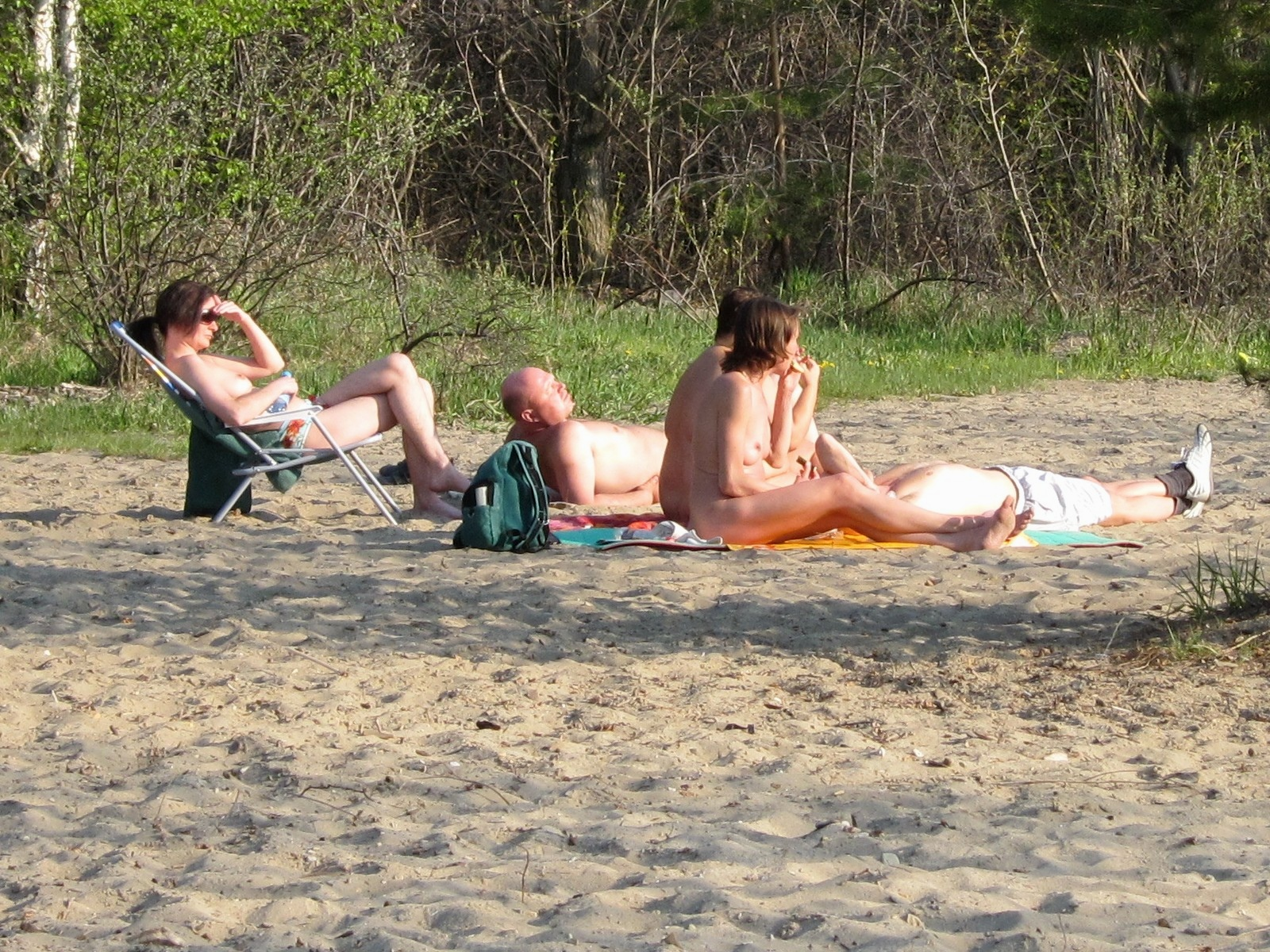
ロシア・ノヴォシビルスクのビーチで裸で日光浴を楽しむ人々

欧米をはじめ、ヌーディズムへの理解が進んでいる『ヌーディズム先進国』といわれている国では、衣服の拘束からの解放感や全身が直接日光や水や空気に触れることを楽しむことを目的に、家族や仲間と一緒に裸で、日光浴を行うことがある。レクリエーション、またリラックス法として多く実践されている。

一般的には、週末や休日などにヌーディストビーチに、カップル、夫婦、家族、仲間連れなどで出かけて、日帰りで、あるいは宿泊して（1泊から、夏の長期休暇には数週間の場合も）日光浴を楽しむ。